# 大峰浩喜
大峰 浩喜（おおみね ひろき、1962年 - ）は日本の美容師。ヘアサロン「EQUIP（エクイップ）」代表。「全国ドライカットクラブネット」会長。一般社団法人「一生美容に恋する会」理事。
日本におけるドライカットの第一人者。現役スタイリストとしてハサミを持つかたわら、「全国ドライカットクラブネット」会長を務めている。
ドライカットのデモンストレーションショー、ティーチイン、マガジンワークなどを日本全国で行っている。
2012年9月、美容生活30周年&出版記念パーティーを東京都新宿区のパークハイアット東京で開いた。パーティーではミラクルひかるとのデュエットも披露した。
2017年6月、Whole(全体性)Heal(癒す)Holy(聖なる)Health(健康)のholosの語源からなるHolisticをヘアカットで体現するエグゼクティブプライベートサロン「EQ by HolisticHaircut」を銀座にオープンさせた。

## 経歴
- 1962年　東京都世田谷区に産まれる
- 1984年　山崎伊久江美容室本部講師就任
- 1988年　同美容室退社後、ニューヨークへ渡米　ドライカットを修得[2]
- 1989年　成城学園前に「EQUIP」オープン
- 1991年　田園調布に「NeoEQUIP」オープン
- 1999年　「NeoEQUIP」を拡張移転「EQUIP自由が丘」オープン
- 2000年　二子玉川に「EQUIP　Suite」オープン
- 2002年　「EQUIP」を移転「Beauty Space EQUIP」オープン
- 2010年　「EQUIP　Suite」を二子玉川RISE内に移転　「Organic hair Salon by EQ」オープン
- 2012年　8月　著書「スマート美活」出版
- 2012年　11月より　家庭画報、美ST、DOMANI、eclat等の雑誌に取材掲載。現在に至る。
- 2017年　6月、銀座にエグゼクティブプライベートサロン「EQ by HolisticHaircut」をオープン。

2018年　銀座店閉店
2023年　EQUIP 二子玉川、成城店閉店

## 著書
- 『スマート美活　美容師はなぜ若く見られるのか　50歳なのに体内年齢25歳　美しくなるための魔法のサロンレシピ“マジカル9”』（ジュリアンパブリッシング、2012年8月）ISBN 4864570051